# Mali Kablići
Mali Kablići su naseljeno mjesto u gradu Livnu, Federacija Bosne i Hercegovine, BiH.

## Stanovništvo

### 1991.
Nacionalni sastav stanovništva 1991. godine, bio je sljedeći:
ukupno: 179
- Hrvati - 132
- Muslimani - 44
- Srbi - 2
- ostali, neopredijeljeni i nepoznato - 1

### 2013.
Nacionalni sastav stanovništva 2013. godine, bio je sljedeći:
ukupno: 173
- Hrvati - 138
- Bošnjaci - 34
- Srbi - 1
- ostali, neopredijeljeni i nepoznato - 3